# Caractère (titre)
Pour les articles homonymes, voir Caractère.
Le caractère (en allemand Charakter, également Prädikat) est la désignation de titres honorifiques non rémunérés dans l'espace germanique. En Prusse et dans l'Empire allemand, les indépendants et les fonctionnaires peuvent être honorés de "caractères". Même dans l'armée, les colonels et généraux sont parfois mis à la retraite avec le grade immédiatement supérieur.
Le terme de "caractérisation" trouve son origine dans le droit administratif et est également utilisé pour les fonctionnaires, mais ensuite avec une tendance au déclin dans l'Empire. Le terme "caractère" tend à devenir un terme militaire et le terme "titre" un terme civil, contrairement à l'usage autrichien, où (au moins jusqu'en 1938) "titre" correspondait à la "caractérisation" allemande.

## Prusse

### Armée
La caractérisation est principalement destinée à rendre hommage aux officiers méritants au moment de leur retraite, mais elle peut également être appliquée aux officiers maintenus en service actif dans des postes aux exigences moindres, sans qu'ils soient toujours éligibles à une promotion ici. Légalement, la caractérisation n'est pas une promotion ; l'officier en question se voit simplement attribuer la désignation et l'uniforme du grade supérieur, tandis que le salaire ou la pension reste inchangé. Dans la liste d'ancienneté, les agents caractérisés sont classés derrière les agents brevetés du grade en question.

### Autres cas
Lorsque la promotion n'est plus possible, le monarque récompense son serviteur en lui donnant le titre de conseiller privé (caractérisé). De plus, une bénédiction de l'ordre est continuellement répandue sur les fonctionnaires plus âgés comme un signe visible de récompense pour les services fidèlement rendus. En outre, les avocats et les médecins reçoivent le caractère de Justizrat et Sanitätsrat, respectivement. En général, tout professeur principal a droit au titre de professeur s'il peut justifier d'un certain nombre d'années de service, tandis que le docteur en médecine ne devient professeur que dans des cas particuliers, sans donner de cours.

### Abolition
Dans la république de Weimar, il n'y a ni conseils secrets ni conseils judiciaires ou médicaux dans les professions libérales. Dans l'administration de la classe, les enseignants seniors deviennent conseillers de classe. Le caractère de professeur n'est plus attribué. 